# Alex Dickerson
Pour les articles homonymes, voir Dickerson.
Alexander Ross Dickerson (né le 26 mai 1990 à Poway, Californie, États-Unis) est un joueur de champ extérieur et de premier but des Padres de San Diego de la Ligue majeure de baseball.

## Carrière
Joueur à l'école secondaire, Alex Dickerson est repêché par les Nationals de Washington au 48e tour de sélection en 2008. Il choisit de rejoindre les Hoosiers de l'université de l'Indiana à Bloomington, puis signe son premier contrat professionnel après avoir été réclamé au 3e tour de sélection par les Pirates de Pittsburgh en 2011. 
Il débute en ligues mineures avec un club affilié aux Pirates en 2011. S'alignant pour leur club-école de A+, les Marauders de Bradenton en 2012, Dickerson maintient une moyenne au bâton de ,295 avec 90 points produits en 129 matchs joués et est élu joueur de l'année de la Florida State League.
Le 25 novembre 2013, au terme de sa 3e saison de ligue mineure dans l'organisation des Pirates, Dickerson est échangé aux Padres de San Diego contre le voltigeur Jaff Decker et le lanceur droitier Miles Mikolas. Il fait ses débuts dans le baseball majeur avec les Padres le 6 août 2015 face aux Brewers de Milwaukee et réussit le 7 août son premier coup sûr au plus haut niveau, un simple aux dépens du lanceur Héctor Neris des Phillies de Philadelphie.